# باتريك جانفير
باتريك جانفير هو لاعب كرة قدم هايتي في مركز الهجوم، ولد في 18 نوفمبر 1984 في هايتي. شارك مع منتخب هايتي لكرة القدم. أما مع النوادي، فقد لعب مع نادي بورتوفيخو.

## وصلات خارجية
- باتريك جانفير على موقع قاعدة بيانات كرة القدم.إي يو (الإنجليزية)
- باتريك جانفير على موقع ناشيونال فوتبول تيمز (الإنجليزية)
- باتريك جانفير على موقع Soccerway.com (الإنجليزية)